# Dmitry Chepovetsky
Dmitry Chepovetsky (né en 1970 à Lviv) est un acteur canado-ukrainien.

## Filmographie

### Cinéma
- 1996 : Rêves en eaux troubles : Ben
- 2001 : The Safety of Objects de Rose Troche
- 2006 : Man of the Year : Eckhart
- 2007 : Dead Silence : Richard Walker
- 2008 : The Baby Formula d'Alison Reid : Larry

### Télévision
- 1995 : X-Files : Aux frontières du réel : Lieutenant Richard Harper
- 2000 : Stargate SG-1 : Boris
- 2005 : Stargate SG-1 : soldat russe
- 2004-2008 : ReGenesis : Bob Melnikov
- 2008 : Les Enquêtes de Murdoch : Nikola Tesla
- 2009 : Psych : Enquêteur malgré lui : Un chercheur en biologie

L'acteur a fait une apparition dans la série Alphas sortie en 2011 (épisode 8 de la saison 1)